# Achelia anomala
Achelia anomala is een zeespin uit de familie Ammotheidae. De soort behoort tot het geslacht Achelia. Achelia anomala werd in 1974 voor het eerst wetenschappelijk beschreven door Arnaud. 